# El país de Donkey Kong
El país de Donkey Kong (Donkey Kong Country en su versión original) es una serie franco-canadiense animada por ordenador basada en la franquicia de videojuegos Donkey Kong de Nintendo. Se emitió por primera vez el 4 de septiembre de 1996 en Francia y consta de un total de 40 episodios.
En Japón, Donkey Kong Country se hizo cargo de la franja horaria de TV Tokyo a las 18:30 horas de Gokudo, que se transmitió el 1 de octubre de 1999, y luego fue reemplazado por Hamtaro después de terminar el 30 de junio de 2000.
Donkey Kong Country fue una de las primeras series de televisión en estar animada con tecnología de captura de movimiento.Varios elementos de la serie, como Crystal Coconut ("Coco de Cristal"), aparecieron en videojuegos posteriores de Donkey Kong como Donkey Kong 64.

## Argumento
Donkey Kong se encontró por accidente con el legendario Coco de Cristal en el templo del Inka Dinka Doo, quien predice que él será el futuro gobernante y soberano de la Isla de Kongo Bongo. Sin embargo, Donkey y sus amigos tendrán que esperar a que el Coco le indique cuándo podrá gobernar. El Coco de Cristal lo había encontrado el abuelo de un pirata, que decidió dejarlo en el templo del Inka Dinka Doo para que, tiempo después, su nieto, el capitán Skurvy, obtuviera su herencia familiar. No obstante, no contaba con que Donkey Kong ya lo había encontrado antes de su llegada.
Sin embargo, Donkey Kong tendrá que proteger al Coco del siniestro, pero divertido Rey K. Rool (en Hispanoamérica, el Rey Kruel), con el objetivo de gobernar a mano dura la Isla de Kongo Bongo y del Capitán Skurvy, el pirata más malvado de los siete mares.

## Personajes
Donkey Kong: Un simpático, divertido y musculoso, pero torpe gorila. Es el futuro gobernante y soberano de la Isla de Kongo Bongo. Protege al Coco de Cristal para que no caiga en manos equivocadas. Como cualquier simio, Donkey ama las bananas, pero a diferencia de los demás, a él lo hacen más fuerte. A veces, por su exceso de confianza, logra meterse en problemas, pero suele resolverlos de una u otra manera. Suele confundirse con facilidad, sacando de quicio a Cranky, y está perdidamente enamorado de Candy, la gorila de sus sueños.
Diddy Kong: El mejor amigo de Donkey. Es un simio leal y dispuesto a todo, es algo cobarde y un poco más listo que su amigo Donkey. Diddy está enamorado de Dixie. Él acompaña a Donkey Kong todo el tiempo, y usa gorra y chaleco rojo. Sin importar en los líos en los que Donkey le mete, demuestra su lealtad y amistad hacia su gran compañero.
Cranky Kong: Un gorila sabio, que en sus tiempos de juventud era el antiguo protector de Kongo Bongo, hasta que Donkey Kong encontró el Coco de Cristal y, de esta manera, obtuvo el legado como nuevo protector. Es neurasténico a causa de las tonterías y ocurrencias de Donkey Kong. Sin embargo, con los años ha alcanzado la sabiduría suficiente como para inventar pociones mágicas, y aprovecha sus ratos de ocio para ampliar sus conocimientos científicos. Ama el rock ’n’ roll y las actividades con mucha energía. Tiene una barba grande, un chaleco azul y un bastón para poder caminar.
Candy Kong: Es la novia de Donkey Kong. Le gusta bailar, es muy soñadora y reservada. A pesar de que se mete en algunos líos causados por Donkey Kong, lo ama tal y como es, aunque ella asegura que cada vez que Donkey aparece las cosas salen mal. Ella trabaja en la fábrica de Barriles Bluster y tiene una buena relación de amistad con Funky y con Cranky. Su indumentaria se compone de un short de mezclilla, una blusa blanca, una banda deportiva verde y sandalias.
Funky Kong: A diferencia de los demás, él es un orangután que vive en la playa de la Isla. Ama el baile, el surf, volar en su avioneta y, como a cualquier simio, le gusta comer bananas. Es despreocupado, alegre y relajado. Siempre confía en sus amigos. Al igual que Donkey, logra enfadar a Cranky por sus métodos arriesgados de resolver problemas. También le gusta vivir del arte. Usa lentes de sol y sandalias.
Bluster Kong: Es un personaje exclusivo de la serie y no aparece en los videojuegos de la franquicia de Donkey Kong Country. Bluster es un gorila fastidioso y fanfarrón, dueño de la Fábrica de Barriles Bluster. Tiene bigote y mangas de traje formal.
Dixie Kong: Es la novia de Diddy y la mejor amiga de Donkey Kong. Dixie ama a su mascota cangrejo llamada Cangry, la cual nunca se ha visto. A pesar de formar parte del elenco principal, no aparece con mucha frecuencia. A diferencia del juego original, en la serie lleva un vestido turquesa con una margarita (parecido al de su hermana Tiny Kong en Donkey Kong 64) y una boina de color rosado. Es muy leal y amable.
Rey K. Rool: Es un cocodrilo malvado, pero gracioso, que intenta robar el Coco de Cristal para convertirse en el futuro dictador. Aun así, falla en todos sus intentos. Usa corona, una capa roja y, a diferencia del juego, su cola fue removida y uno de sus ojos no está inyectado con sangre. A menudo se le ve acompañado por sus asistentes Klump, Krusha y los Kritters.

## Reparto
| Personaje           | Actor de voz (francés) /                                        | Actor de voz (inglés)                                   | Actor de doblaje (Hispanoamérica)                      | Actor de doblaje (España) | Seiyū              |
| ------------------- | --------------------------------------------------------------- | ------------------------------------------------------- | ------------------------------------------------------ | ------------------------- | ------------------ |
| Donkey Kong         | Franck Capillery                                                | Richard Yearwood (diálogos) Sterling Jarvis (canciones) | Rubén Cerda                                            | Jordi Ribes               | Kōichi Yamadera    |
| Diddy Kong          | Hervé Grull (Temporada 1) Lucile Boulanger (Temporada 2)        | Andrew Sabiston                                         | Raúl Carballeda                                        | Ángel De Gracia           | Megumi Hayashibara |
| Funky Kong          | Emmanuel Curtil                                                 | Damon D'Oliveira                                        | Luis Alfonso Mendoza (†)                               | Aleix Estadella           | BANANA ICE         |
| Candy Kong          | Camille Cyr-Desmarais (Temporada 1) Odile Schmitt (Temporada 2) | Joy Tanner                                              | Rommy Mendoza                                          | Marta Estrada             | Becky              |
| Dixie Kong          | ? (Temporada 1) Annie Barclay (Temporada 2)                     | Louise Vallance                                         | Lourdes Adame                                          | ?                         | Mika Kanai         |
| Cranky Kong         | Yves Massicotte (Temporada 1) Yves Barsacq (Temporada 2)        | Aaron Tager (†)                                         | Ismael Castro (viejo) Luis Alfonso Mendoza (†) (joven) | Santiago Cortés (+)       | Ryūsei Nakao       |
| Rey K. Rool         | Éric Gaudry (Temporada 1) Michel Tugot-Doris (Temporada 2)      | Ben Campbell                                            | Blas García                                            | Pep Ribas                 | Jūrōta Kosugi      |
| General Klump       | Jean Brousseau (Temporada1) Jacques Bouanich (Temporada 2)      | Adrian Truss                                            | Emilio Guerrero                                        | Germán José               | Keiichi Sonobe     |
| Kritter             | ?                                                               | Larwence Bayne                                          | Francisco Colmenero                                    | ?                         | ?                  |
| Krusha              | ? (Temporada 1) Daniel Beretta (Temporada 2)                    | Len Carlson                                             | Francisco Colmenero                                    | ?                         | Tomohisa Asô       |
| Kapitán Skurvy      | ?                                                               | Rob Rubin                                               | Francisco Colmenero                                    | ?                         | Katsuhisa Hōki     |
| Bluster Kong        | Daniel Lesourd (Temporada 1) Patrice Dozier (Temporada 2)       | Donald Burda                                            | Mario Filio Juan Alfonso Carralero (algunos capítulos) | ?                         | Daiki Nakamura     |
| Eddie el Yeti       | ? (Temporada 1) Patrice Dozier (Temporada 2)                    | Damon D'Oliveira                                        | Sergio Gutiérrez Coto                                  | ?                         | Kenyu Horiuchi     |
| Po-Li               | ?                                                               | Rick Jones                                              | Ricardo Mendoza                                        | ?                         | ?                  |
| Inka Dinka Doo      | ?                                                               | Larwence Bayne                                          | ?                                                      | ?                         | Keiichi Sonobe     |
| Green Kroc          | ?                                                               | Dan Henessy                                             | ?                                                      | ?                         | ?                  |
| Júnior, el Klaptrap | ?                                                               | Rick Jones                                              | ?                                                      | ?                         | ?                  |
| Bebé Kong           | ?                                                               | Joy Tanner                                              | ?                                                      | ?                         | ?                  |
| Kong Fu             | ?                                                               | Len Carlson                                             | ?                                                      | ?                         | ?                  |

## Emisión internacional
| País                 | Cadena |
| -------------------- | --- |
| Francia              | France 2, Fox Kids, Game One y Gulli                                                                                       |
| Bélgica              | Club RTL y VT4 |
| Canadá               | Teletoon/Télétoon |
| EE. UU.              | Fox Kids Univision UniMÁS y Fox Family                                                                                     |
| Inglaterra           | Fox Kids y KidsCo |
| Australia            | Network Ten, Fox Kids, FOX8 y KidsCo                                                                                       |
| Japón                | TV Tokyo |
| Corea del Sur        | MBC |
| Finlandia            | MTV3 y Canal+ |
| Dinamarca            | Canal+ |
| Suecia               | Canal+ Cartoonito |
| Noruega              | Canal+ |
| Italia               | Fox Kids y Italia 1 |
| Alemania             | Super RTL y Das Vierte |
| España               | Fox Kids, TV Canaria y Canal Sur 2 Andalucía                                                                               |
|                      | |
| Brasil               | Fox Kids y Rede Record |
| Portugal             | SIC y KidsCo |
| Malasia              | Disney Channel Asia |
| Croacia              | Cartoon Network Boomerang                                                                                                  |
| Serbia               | Disney XD |
| Singapur             | TCS Channel 5 (1997-2000), Kids Central (2000-2001) y KidsCo (reposición)                                                  |
| Latinoamérica        | ZAZ |
| Filipinas            | Net-25 |
| Islandia             | Stöð 2 |
| Grecia               | KidsCo |
| India                | Disney Channel India |
| Suiza                | RTS Deux |
| Chile                | Megavision (1998-2002) UCV Television (2004-2005) Chilevision (1999-2006)                                                  |
| México               | ZAZ (1998-2006) HBO Family (1998-2001)                                                                                     |
| Uruguay              | Monte Carlo TV (2002-2013) Teledoce (2000-2003)                                                                            |
| Panamá               | RPC TV Canal 4 y Telemetro                                                                                                 |
| Colombia             | Canal uno (1997-1999) Inravision Jorge Baron Television Producciones JES Caracol Television (1998-2004) Citytv (1999-2007) |
| Paraguay             | SNT, Unicanal y Telefuturo                                                                                                 |
| Bolivia              | Red UNO, Bolivision, Unitel y Bolivia TV                                                                                   |
| Argentina            | El Trece, Telefe, TV Pública y Canal 9                                                                                     |
| Venezuela            | Televen y Venevisión |
| Ecuador              | Gama TV, Ecuavisa y Ecuador TV                                                                                             |
| Maldivas             | TVM |
| El Salvador          | TCS Canal 6 y TCS Canal 2                                                                                                  |
| Costa Rica           | Repretel, Teletica y Canal 13                                                                                              |
| Perú                 | Panamericana Television, Frecuencia Latina y América Television                                                            |
| Guatemala            | Canal 3 |
| Nicaragua            | Viva Nicaragua |
| República Dominicana | Telesistema, Color Visión y Tele Antillas                                                                                  |

## Legado
El programa tenía una gran línea de productos en Japón, como un manga y un juego de cartas coleccionables con dibujos de personajes, algunos de los cuales nunca aparecieron en la serie. El juego de cartas se adaptó más tarde para estar basado en Donkey Kong 64.
La canción de la serie llamada «Pirate's Scorn» fue interpretada por la banda de heavy metal escocesa Alestorm en su álbum Curse of the Crystal Coconut. Además, la portada del álbum contiene varios guiños a la franquicia de videojuegos Donkey Kong. 